# Rudolf Pannwitz

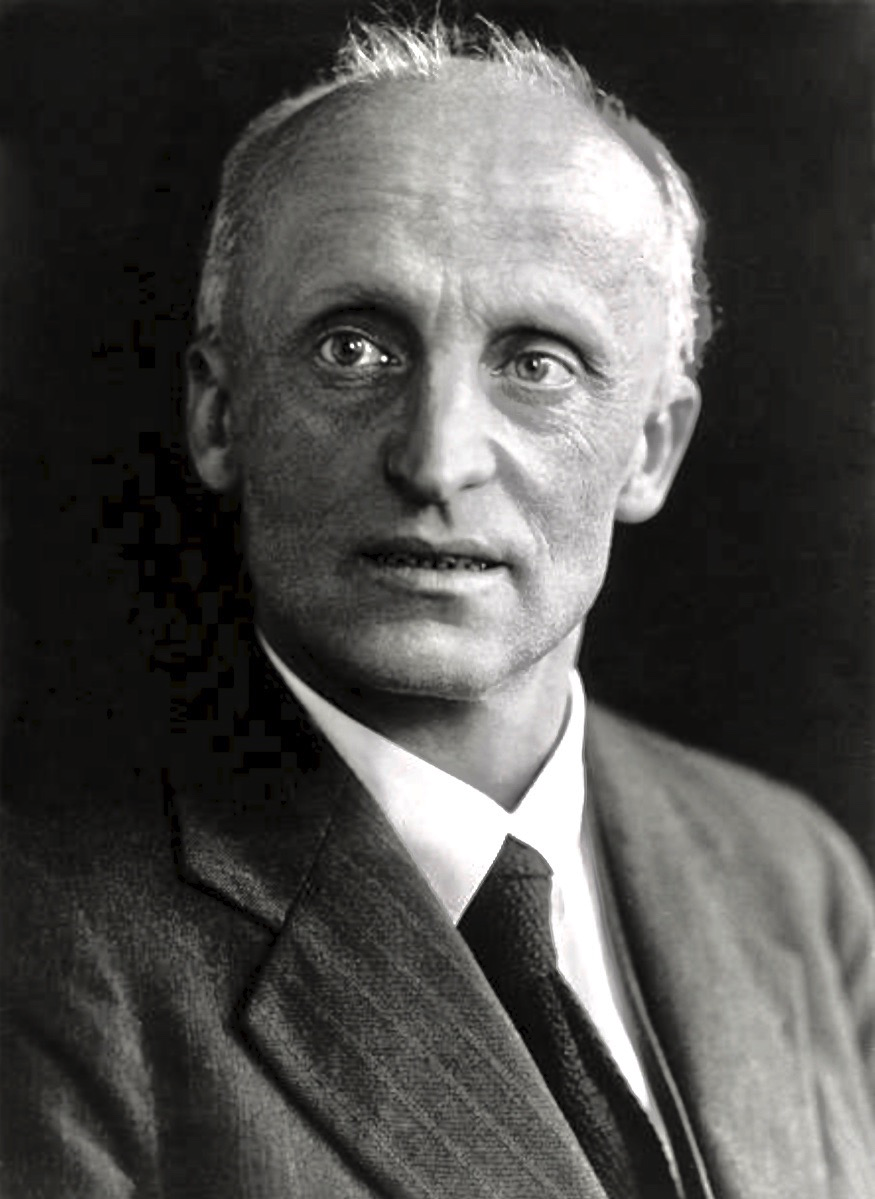
Rudolf Pannwitz (um 1933)

Rudolf Pannwitz (* 27. Mai 1881 in Crossen/Oder, heute Krosno Odrzańskie; † 23. März 1969 in Astano/Tessin) war ein deutscher Schriftsteller und Philosoph.

## Leben
Pannwitz studierte nach dem Besuch des Gymnasiums Philosophie, Klassische Philologie, Germanistik und Sanskrit in Marburg und Berlin und unterrichtete als Privatlehrer. Erste Gedichte erschienen in Stefan Georges Blätter für die Kunst. Pannwitz schrieb auch politische Beiträge für die Weltbühne. Mit Otto zur Linde gab Pannwitz die Zeitschrift Charon heraus. Bekanntheit erzielte er mit seinem Buch Die Krisis der europäischen Kultur. Seit 1921 lebte er zuerst auf der Insel Koločep und später auf der Nachbarinsel Korcula (Dalmatien) mit mehreren Gleichgesinnten. In einer Erzählung schildert Pannwitz sehr anschaulich das Zusammenleben auf den Inseln. Pannwitz wurde 1933 aus der Preußischen Akademie der Künste ausgeschlossen, nachdem er die vom nationalsozialistischen Regime geforderte Loyalitätserklärung verweigert hatte. 1948 zog Pannwitz in die Schweiz in die Nähe des Luganer Sees (Ciona). Dort kam es zu einer Begegnung mit Hermann Hesse. Durch Vermittlung des Nobelpreisträgers bezog Pannwitz ein Haus in Astano. Es entwickelte sich eine langjährige Freundschaft. Rudolf Pannwitz fertigte ein Essay zum "Steppenwolf" an. Hesse bat um Erlaubnis, das Prosastück zu veröffentlichen. Im Vorwort zur Auflage schreibt er: „Zu meinem 85. Geburtstag hat mich Rudolf Pannwitz mit diesem Aufsatz beschenkt und auf meinen Vorschlag hin den Abdruck an dieser Stelle gestattet.“
Seit 1952 war er Mitglied der Deutschen Akademie für Sprache und Dichtung in Darmstadt. 1953 wurde in der Bundesrepublik Deutschland die Tradition des Ehrensoldes für Künstler wieder eingeführt. Zwei Jahre später wurde ihm als Wiedergutmachung die materielle Zuwendung durch das Präsidialamt ausgezahlt. In der Folge bekam er das Bundesverdienstkreuz, den Schiller- und 1968 den Andreas-Gryphius-Preis der Künstlergilde Esslingen eV.

## Werke (in Auswahl)
- Der Volksschullehrer und die deutsche Sprache, Berlin 1907
- Der Volksschullehrer und die deutsche Kultur, Berlin 1909
- Zur Formenkunde der Kirche, Wittenberg 1912
- Dionysische Tragödien, Nürnberg 1913
- Die Freiheit des Menschen, Nürnberg 1917
- Die Krisis der europaeischen Kultur, Nürnberg 1917 (bei archive.org)
- Deutschland und Europa, Nürnberg 1918
- Baldurs Tod, Nürnberg 1919
- Die deutsche Lehre, 1919
- Faustus und Helena, Nürnberg 1920
- Aus dem Chaos zur Gemeinschaft, München-Feldafing 1921
- Religion und Politik, in: Prager Presse, 30. April 1921, Nr. 33, S. 4.
- Orplid, München 1923
- Das neue Leben, München-Feldafing 1927
- Die deutsche Idee Europa, München-Feldafing 1931
- Lebenshilfe, Zürich 1938
- Das Weltalter und die Politik, Zürich 1948
- Beiträge zu einer europäischen Kultur, Nürnberg 1954
- Kommunismus, Faschismus, Demokratie, Zürich 1961
- Wasser wird sich ballen, Stuttgart 1963
- Eine Auswahl aus seinem Werk. Hrsg. von Erwin Jaeckle. Wiesbaden 1983, ISBN 3-515-03936-8
- Undine. Ein nachgelassenes Versepos. Mit einem Essay zu Leben und Werk des Dichters, hrsg. von Gabriella Rovagnati. Nürnberg 1999, ISBN 3-418-00574-8

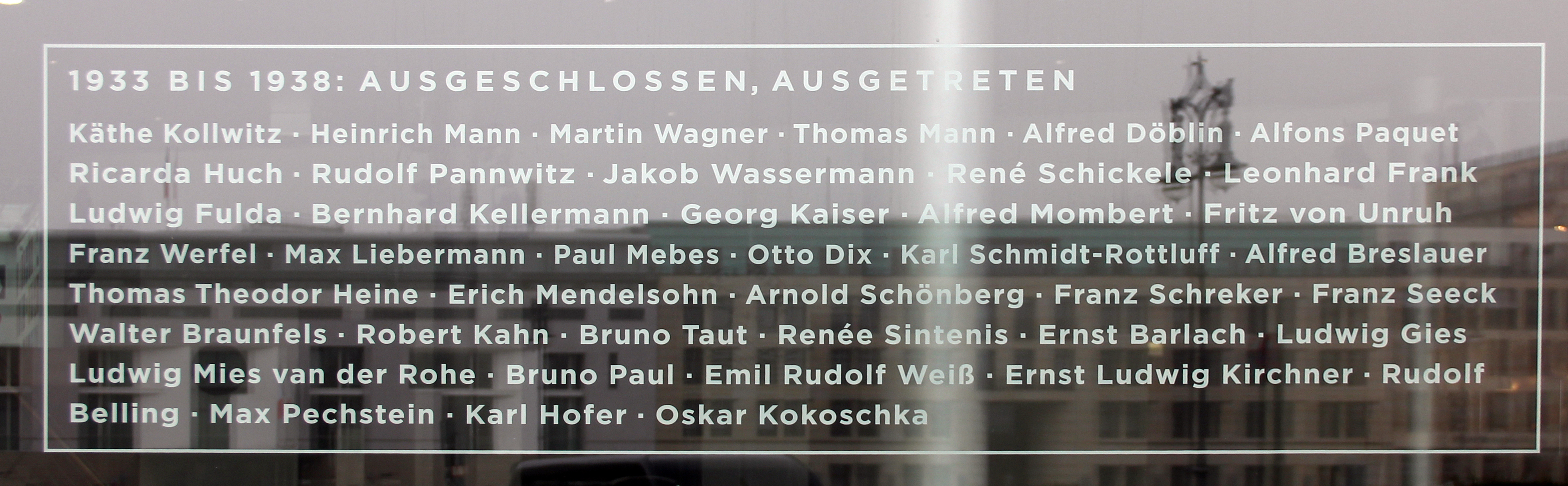
Rudolf Pannwitz auf Gedenktafel Pariser Platz 4 (Mitte) Akademie der Künste